# آرنولد شوتز
آرنولد شوتز (انگلیسی: Arnold Schütz; ۱۹ ژانویهٔ ۱۹۳۵ – ۱۴ آوریل ۲۰۱۵) بازیکن فوتبال اهل آلمان بود.
از باشگاه‌هایی که در آن بازی کرده‌است می‌توان به باشگاه ورزشی وردر برمن اشاره کرد.